# Молина, Луис
Лу́ис де Моли́на (исп. Luis de Molina; лат. Ludovicus Molina; 29 сентября 1535, Куэнка — 12 октября 1600, Мадрид) — иезуит, богослов. Известен своим вкладом в учение о среднем знании.

## Учение и взгляды
Учитель богословия в Эворе и Мадриде; приобрел известность своей книгой о согласии свободной воли с дарами благодати и с божественным предопределением («Liberi arbitrii cum gratiae donis etc. concordia», Лиссабон, 1588), в которой он пытался согласовать вероучение Фомы Аквината с мнениями иезуитов. В этом сочинении не только отвергалось безусловное предопределение, но и действие благодати до крайности ослаблялось. Против учения Молины, как противоречащего авторитету Фомы Аквинского, восстали доминиканцы, а многие иезуиты, получившие название молинистов, вступились за него. Для разрешения спора Папа Климент VIII назначил в 1598 г. Congregatio de auxiliis gratiae, в 1607 г. упраздненную папой Павлом V до разрешения вопроса. Этот спор возродился в янсенизме.

## Труды
- De liberi arbitrii cum gratiae donis, divina praescientia, praedestinatione et reprobatione concordia, 4 тома, Lisbona, 1588; 2nd ed. Antwerp, 1595.
- De jure et justitia, 6 томов, 1593–1609.
- Commentaria in primam partem divi Thomae in duos tomos divisa, 2 тома. Cuenca. 1593.
- De primogeniorum hispanorum origine ac natura libri quatuor. Lugduni, 1613.

## Переводы на русский язык
- Луис де Молина, ОИ. Согласие свободного решения с дарами благодати, божественным предзнанием, провидением, предопределением и отвержением (1595). Диспутация 52. Есть ли в Боге знание будущих контингентных [вещей]? И каким образом свобода решения и контингенция вещей согласуются с ним? Приложение: фрагменты из диспутаций 47, 49, 50 и 51 части IV «О предзнании Бога». Перевод с примечаниями В.Л. Иванова // "EINAI: Проблемы философии и теологии" Том 3, № 1/2 (5/6) 2014. С. 213–275.

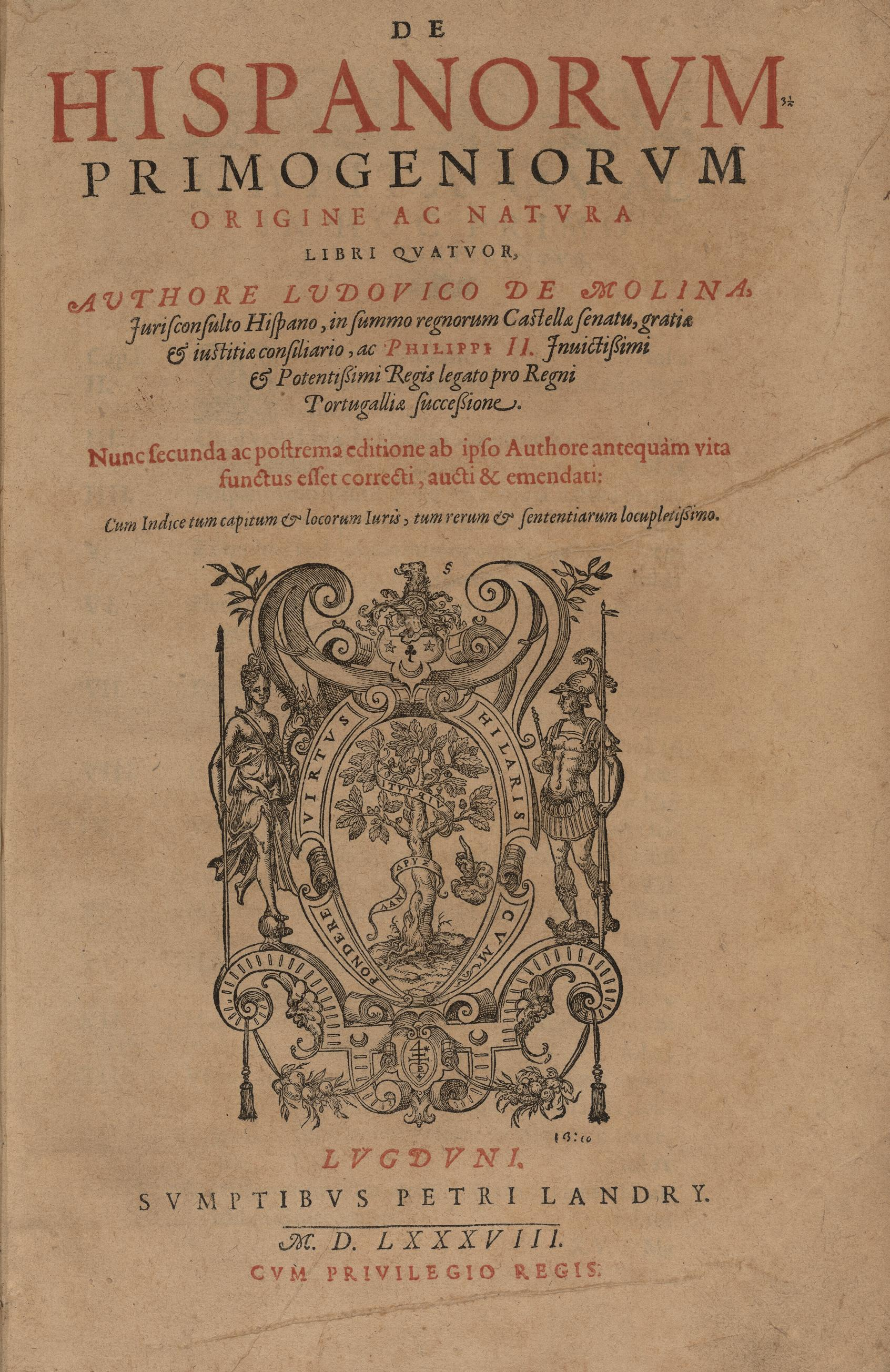
De Hispanorum primogeniorum origine ac natura, 1588
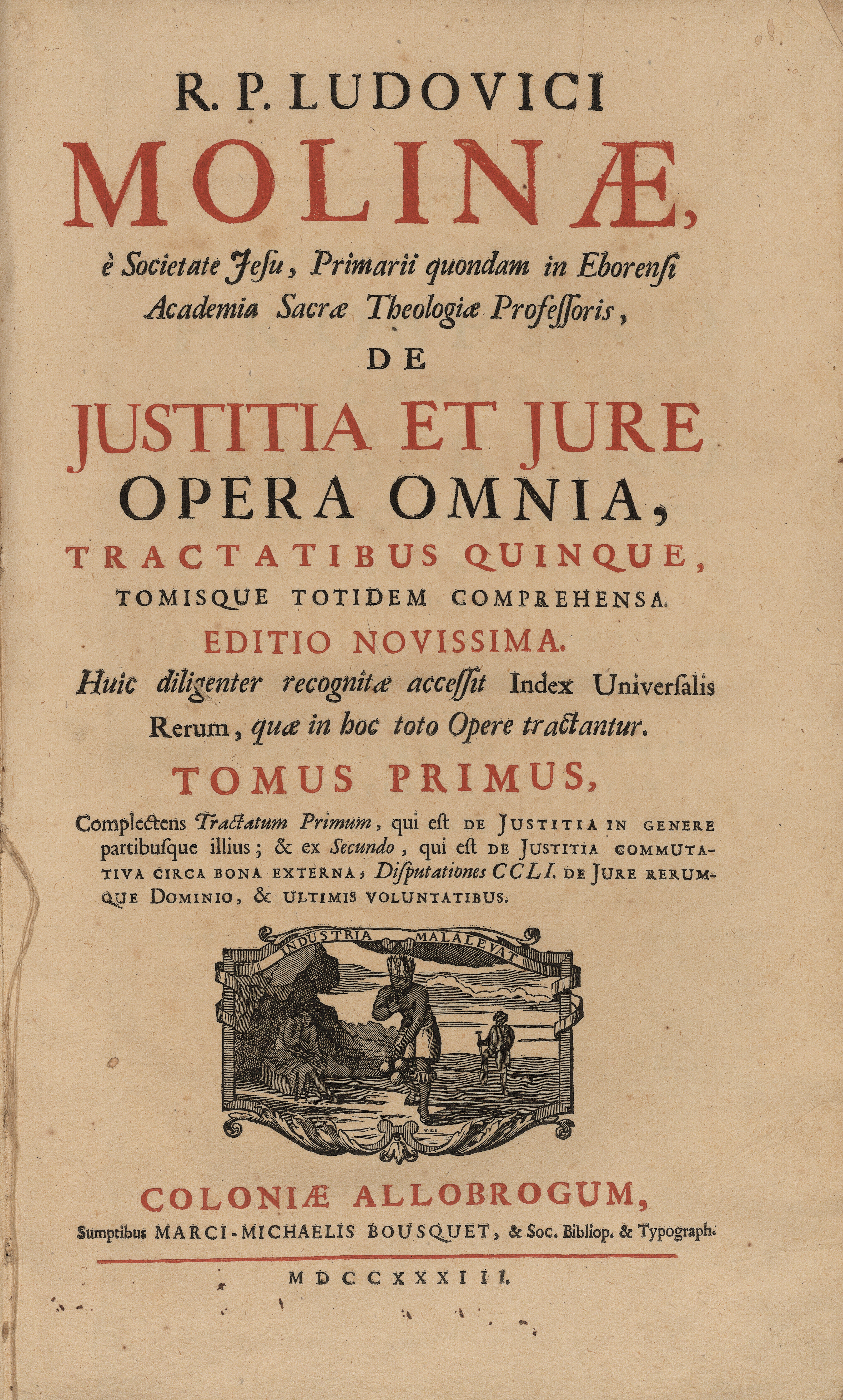
De iustitia et iure, 1733